# تشارلز-أدولف شتاين
تشارلز-أدولف شتاين هو محامي وقاضي وسياسي كندي، ولد في 1 أغسطس 1878 في مدينة كيبك في كندا، وتوفي في 27 فبراير 1938. نشط حزبياً في حزب كيبيك الليبرالي والحزب الليبرالي الكندي. وقد انتخب عضو الجمعية الوطنية في كيبك ‏ وانتخب عضو مجلس العموم الكندي.